# Le Voyage de Haviland Tuf
Le Voyage de Haviland Tuf (titre original : Tuf Voyaging) est un roman fix-up de science-fiction écrit par George R. R. Martin et publié en 1986.

## Résumé
L'histoire est centrée autour du personnage de Haviland « Tuffy » Tuf, un marchand interstellaire voyageant tout d'abord dans son vaisseau spatial, le Corne d'Abondance d'Excellentes Marchandises à Bas Prix. Il est décrit physiquement comme « très grand, presque deux mètres et demi », doté d'un « énorme ventre mou », d'une peau « d'une pâleur de squelette » et d'un « crâne chauve d'un blanc laiteux ».
Il est abordé par un petit groupe de chercheurs et d'aventuriers qui ont besoin d'un vaisseau pour atteindre un mystérieux corps céleste baptisé « Étoile de la Peste ». Il se trouve que cette « étoile » est l'épave un vaisseau de guerre terrien habilité à répandre de terribles maladies, mais contenant également le secret du clonage, technique perdue depuis des siècles. Tuf acceptera de leur servir de pilote mais des dissensions vont apparaître au sein du groupe pour le contrôle du fameux vaisseau, tandis que ce dernier réagira à leur abordage et déclenchera la libération de ses mortelles maladies et des créatures terrifiantes qu'il est capable de cloner... 

## Éditions
- Tuf Voyaging, Baen, 15 février 1986, 374 p.  (ISBN 0-671-55985-0)
- Le Voyage de Haviland Tuf, Mnémos, coll. « Icares SF », 23 novembre 2006, trad. Alain Robert, 384 p.  (ISBN 2-9151-5993-9)
- Le Voyage de Haviland Tuf, J'ai lu, coll. « Science-Fiction » no 9043, 9 septembre 2009, trad. Alain Robert, 448 p.  (ISBN 978-2-290-01097-6)
- Le Voyage de Haviland Tuf, ActuSF, coll. « Perles d'épice », 18 septembre 2020, trad. Alain Robert  (ISBN 978-2-37686-290-1)